# Sarcopterygii
Sarcoptérygiens
Classe ou Clade
Taxons de rang inférieur
- †Guiyu oneiros
- †Onychodontiformes (*)
- Actinistia
  - Quelques familles éteintes
  - Coelacanthiformes
- Rhipidistia
  - Dipnoi
  - Tetrapodomorpha (inclut les tétrapodes et leurs parents éteints)

Les Sarcopterygii (sarcoptérygiens en langage courant) sont l'un des deux taxons majeurs des vertébrés osseux comprenant quelques genres basaux (aujourd'hui éteints), les actinistiens (les cœlacanthes et leurs parents éteints) ainsi que les rhipidistiens (comprenant les dipneustes, les tétrapodes ainsi que les groupes apparentés aujourd'hui disparus). Ce groupe monophylétique comprend donc à la fois les poissons à nageoires charnues ou poissons à membres charnus et les tétrapodes, dont l'origine évolutive trouve ses prémices dans certains caractères dérivés communs des sarcoptérygiens.

## Composition du mot
Ce terme a été formé à partir du grec ancien σάρξ / sárx, au génitif σαρκός / sarkós, « chair » et πτέρυξ / ptérux, « aile, nageoire ».

## Caractéristiques
- Nageoires lobées et articulation monobasale. Chaque lobe est soutenu par un squelette interne d'os qui s'articulent entre eux puis avec une robuste ceinture pectorale ou pelvienne.
- Joint intracrânial : fissure divisant le crâne en deux moitiés, antérieure et postérieure.
- Muscles pouvant mouvoir les rayons osseux de la nageoire indépendamment les uns des autres.
- Émail vrai sur les dents.
- Cinquième et dernier arc branchial s'attachant ventralement sur l'avant-dernier.
- Le groupe possède comme les poissons à nageoires rayonnées une mâchoire articulée (maxillaire), et les dents se couvrent d'émail.
- Les nageoires paires évoluent vers une forme de membre : l'attache basale se réduit à un seul élément (fémur, omoplate et humérus), et des muscles permettent l'articulation indépendante des rayons (doigts).
- Le poumon (vessie natatoire / sac à air) devient fonctionnel et muni d'alvéoles.

La dernière évolution du type est la naissance du cou : l'attache du membre antérieur (ceinture scapulaire) se détache de la tête, et les premières vertèbres cervicales se spécialisent pour permettre une articulation du cou.

## Classification
Liste des ordres actuels selon ITIS :
- classe/sous-classe des Coelacanthi
  - ordre des Coelacanthiformes (Cœlacanthes)
- classe/sous-classe des Dipnoi (Dipneustes)
  -     - ordre des Ceratodontiformes (Dipneustes australiens)
    - ordre des Lepidosireniformes (Dipneustes sud-américains et africains)

## Phylogénie
Phylogénie des grands groupes actuels des Vertébrés d'après Betancur-R et al. (2017) et Heimberg et al. (2010) :
|  | Cephalaspidomorphi (les lamproies) |
|  |                                    |
|  | Myxiniformes (les myxines)         |
|  |                                    |

| Actinistia           | Coelacanthi (les cœlacanthes) |
|                      | Coelacanthi (les cœlacanthes) |
| Dipnotetrapodomorpha | \| Dipnomorpha \| Dipnoi (les dipneustes) \| \| \| Dipnoi (les dipneustes) \| \| Tetrapodomorpha \| Tetrapoda (les tétrapodes) \| \| \| Tetrapoda (les tétrapodes) \| |
|                      | \| Dipnomorpha \| Dipnoi (les dipneustes) \| \| \| Dipnoi (les dipneustes) \| \| Tetrapodomorpha \| Tetrapoda (les tétrapodes) \| \| \| Tetrapoda (les tétrapodes) \| |
| Dipnomorpha          | Dipnoi (les dipneustes) |
|                      | Dipnoi (les dipneustes) |
| Tetrapodomorpha      | Tetrapoda (les tétrapodes) |
|                      | Tetrapoda (les tétrapodes) |

| Dipnomorpha     | Dipnoi (les dipneustes)    |
|                 | Dipnoi (les dipneustes)    |
| Tetrapodomorpha | Tetrapoda (les tétrapodes) |
|                 | Tetrapoda (les tétrapodes) |

| Actinistia           | Coelacanthi (les cœlacanthes) |
|                      | Coelacanthi (les cœlacanthes) |
| Dipnotetrapodomorpha | \| Dipnomorpha \| Dipnoi (les dipneustes) \| \| \| Dipnoi (les dipneustes) \| \| Tetrapodomorpha \| Tetrapoda (les tétrapodes) \| \| \| Tetrapoda (les tétrapodes) \| |
|                      | \| Dipnomorpha \| Dipnoi (les dipneustes) \| \| \| Dipnoi (les dipneustes) \| \| Tetrapodomorpha \| Tetrapoda (les tétrapodes) \| \| \| Tetrapoda (les tétrapodes) \| |
| Dipnomorpha          | Dipnoi (les dipneustes) |
|                      | Dipnoi (les dipneustes) |
| Tetrapodomorpha      | Tetrapoda (les tétrapodes) |
|                      | Tetrapoda (les tétrapodes) |

| Dipnomorpha     | Dipnoi (les dipneustes)    |
|                 | Dipnoi (les dipneustes)    |
| Tetrapodomorpha | Tetrapoda (les tétrapodes) |
|                 | Tetrapoda (les tétrapodes) |

| Actinistia           | Coelacanthi (les cœlacanthes) |
|                      | Coelacanthi (les cœlacanthes) |
| Dipnotetrapodomorpha | \| Dipnomorpha \| Dipnoi (les dipneustes) \| \| \| Dipnoi (les dipneustes) \| \| Tetrapodomorpha \| Tetrapoda (les tétrapodes) \| \| \| Tetrapoda (les tétrapodes) \| |
|                      | \| Dipnomorpha \| Dipnoi (les dipneustes) \| \| \| Dipnoi (les dipneustes) \| \| Tetrapodomorpha \| Tetrapoda (les tétrapodes) \| \| \| Tetrapoda (les tétrapodes) \| |
| Dipnomorpha          | Dipnoi (les dipneustes) |
|                      | Dipnoi (les dipneustes) |
| Tetrapodomorpha      | Tetrapoda (les tétrapodes) |
|                      | Tetrapoda (les tétrapodes) |

| Dipnomorpha     | Dipnoi (les dipneustes)    |
|                 | Dipnoi (les dipneustes)    |
| Tetrapodomorpha | Tetrapoda (les tétrapodes) |
|                 | Tetrapoda (les tétrapodes) |

| Actinistia           | Coelacanthi (les cœlacanthes) |
|                      | Coelacanthi (les cœlacanthes) |
| Dipnotetrapodomorpha | \| Dipnomorpha \| Dipnoi (les dipneustes) \| \| \| Dipnoi (les dipneustes) \| \| Tetrapodomorpha \| Tetrapoda (les tétrapodes) \| \| \| Tetrapoda (les tétrapodes) \| |
|                      | \| Dipnomorpha \| Dipnoi (les dipneustes) \| \| \| Dipnoi (les dipneustes) \| \| Tetrapodomorpha \| Tetrapoda (les tétrapodes) \| \| \| Tetrapoda (les tétrapodes) \| |
| Dipnomorpha          | Dipnoi (les dipneustes) |
|                      | Dipnoi (les dipneustes) |
| Tetrapodomorpha      | Tetrapoda (les tétrapodes) |
|                      | Tetrapoda (les tétrapodes) |

| Dipnomorpha     | Dipnoi (les dipneustes)    |
|                 | Dipnoi (les dipneustes)    |
| Tetrapodomorpha | Tetrapoda (les tétrapodes) |
|                 | Tetrapoda (les tétrapodes) |

| Actinistia           | Coelacanthi (les cœlacanthes) |
|                      | Coelacanthi (les cœlacanthes) |
| Dipnotetrapodomorpha | \| Dipnomorpha \| Dipnoi (les dipneustes) \| \| \| Dipnoi (les dipneustes) \| \| Tetrapodomorpha \| Tetrapoda (les tétrapodes) \| \| \| Tetrapoda (les tétrapodes) \| |
|                      | \| Dipnomorpha \| Dipnoi (les dipneustes) \| \| \| Dipnoi (les dipneustes) \| \| Tetrapodomorpha \| Tetrapoda (les tétrapodes) \| \| \| Tetrapoda (les tétrapodes) \| |
| Dipnomorpha          | Dipnoi (les dipneustes) |
|                      | Dipnoi (les dipneustes) |
| Tetrapodomorpha      | Tetrapoda (les tétrapodes) |
|                      | Tetrapoda (les tétrapodes) |

| Dipnomorpha     | Dipnoi (les dipneustes)    |
|                 | Dipnoi (les dipneustes)    |
| Tetrapodomorpha | Tetrapoda (les tétrapodes) |
|                 | Tetrapoda (les tétrapodes) |

| Actinistia           | Coelacanthi (les cœlacanthes) |
|                      | Coelacanthi (les cœlacanthes) |
| Dipnotetrapodomorpha | \| Dipnomorpha \| Dipnoi (les dipneustes) \| \| \| Dipnoi (les dipneustes) \| \| Tetrapodomorpha \| Tetrapoda (les tétrapodes) \| \| \| Tetrapoda (les tétrapodes) \| |
|                      | \| Dipnomorpha \| Dipnoi (les dipneustes) \| \| \| Dipnoi (les dipneustes) \| \| Tetrapodomorpha \| Tetrapoda (les tétrapodes) \| \| \| Tetrapoda (les tétrapodes) \| |
| Dipnomorpha          | Dipnoi (les dipneustes) |
|                      | Dipnoi (les dipneustes) |
| Tetrapodomorpha      | Tetrapoda (les tétrapodes) |
|                      | Tetrapoda (les tétrapodes) |

| Dipnomorpha     | Dipnoi (les dipneustes)    |
|                 | Dipnoi (les dipneustes)    |
| Tetrapodomorpha | Tetrapoda (les tétrapodes) |
|                 | Tetrapoda (les tétrapodes) |

| Actinistia           | Coelacanthi (les cœlacanthes) |
|                      | Coelacanthi (les cœlacanthes) |
| Dipnotetrapodomorpha | \| Dipnomorpha \| Dipnoi (les dipneustes) \| \| \| Dipnoi (les dipneustes) \| \| Tetrapodomorpha \| Tetrapoda (les tétrapodes) \| \| \| Tetrapoda (les tétrapodes) \| |
|                      | \| Dipnomorpha \| Dipnoi (les dipneustes) \| \| \| Dipnoi (les dipneustes) \| \| Tetrapodomorpha \| Tetrapoda (les tétrapodes) \| \| \| Tetrapoda (les tétrapodes) \| |
| Dipnomorpha          | Dipnoi (les dipneustes) |
|                      | Dipnoi (les dipneustes) |
| Tetrapodomorpha      | Tetrapoda (les tétrapodes) |
|                      | Tetrapoda (les tétrapodes) |

| Dipnomorpha     | Dipnoi (les dipneustes)    |
|                 | Dipnoi (les dipneustes)    |
| Tetrapodomorpha | Tetrapoda (les tétrapodes) |
|                 | Tetrapoda (les tétrapodes) |

| Actinistia           | Coelacanthi (les cœlacanthes) |
|                      | Coelacanthi (les cœlacanthes) |
| Dipnotetrapodomorpha | \| Dipnomorpha \| Dipnoi (les dipneustes) \| \| \| Dipnoi (les dipneustes) \| \| Tetrapodomorpha \| Tetrapoda (les tétrapodes) \| \| \| Tetrapoda (les tétrapodes) \| |
|                      | \| Dipnomorpha \| Dipnoi (les dipneustes) \| \| \| Dipnoi (les dipneustes) \| \| Tetrapodomorpha \| Tetrapoda (les tétrapodes) \| \| \| Tetrapoda (les tétrapodes) \| |
| Dipnomorpha          | Dipnoi (les dipneustes) |
|                      | Dipnoi (les dipneustes) |
| Tetrapodomorpha      | Tetrapoda (les tétrapodes) |
|                      | Tetrapoda (les tétrapodes) |

| Dipnomorpha     | Dipnoi (les dipneustes)    |
|                 | Dipnoi (les dipneustes)    |
| Tetrapodomorpha | Tetrapoda (les tétrapodes) |
|                 | Tetrapoda (les tétrapodes) |

| Actinistia           | Coelacanthi (les cœlacanthes) |
|                      | Coelacanthi (les cœlacanthes) |
| Dipnotetrapodomorpha | \| Dipnomorpha \| Dipnoi (les dipneustes) \| \| \| Dipnoi (les dipneustes) \| \| Tetrapodomorpha \| Tetrapoda (les tétrapodes) \| \| \| Tetrapoda (les tétrapodes) \| |
|                      | \| Dipnomorpha \| Dipnoi (les dipneustes) \| \| \| Dipnoi (les dipneustes) \| \| Tetrapodomorpha \| Tetrapoda (les tétrapodes) \| \| \| Tetrapoda (les tétrapodes) \| |
| Dipnomorpha          | Dipnoi (les dipneustes) |
|                      | Dipnoi (les dipneustes) |
| Tetrapodomorpha      | Tetrapoda (les tétrapodes) |
|                      | Tetrapoda (les tétrapodes) |

| Dipnomorpha     | Dipnoi (les dipneustes)    |
|                 | Dipnoi (les dipneustes)    |
| Tetrapodomorpha | Tetrapoda (les tétrapodes) |
|                 | Tetrapoda (les tétrapodes) |

| Actinistia           | Coelacanthi (les cœlacanthes) |
|                      | Coelacanthi (les cœlacanthes) |
| Dipnotetrapodomorpha | \| Dipnomorpha \| Dipnoi (les dipneustes) \| \| \| Dipnoi (les dipneustes) \| \| Tetrapodomorpha \| Tetrapoda (les tétrapodes) \| \| \| Tetrapoda (les tétrapodes) \| |
|                      | \| Dipnomorpha \| Dipnoi (les dipneustes) \| \| \| Dipnoi (les dipneustes) \| \| Tetrapodomorpha \| Tetrapoda (les tétrapodes) \| \| \| Tetrapoda (les tétrapodes) \| |
| Dipnomorpha          | Dipnoi (les dipneustes) |
|                      | Dipnoi (les dipneustes) |
| Tetrapodomorpha      | Tetrapoda (les tétrapodes) |
|                      | Tetrapoda (les tétrapodes) |

| Dipnomorpha     | Dipnoi (les dipneustes)    |
|                 | Dipnoi (les dipneustes)    |
| Tetrapodomorpha | Tetrapoda (les tétrapodes) |
|                 | Tetrapoda (les tétrapodes) |

| Actinistia           | Coelacanthi (les cœlacanthes) |
|                      | Coelacanthi (les cœlacanthes) |
| Dipnotetrapodomorpha | \| Dipnomorpha \| Dipnoi (les dipneustes) \| \| \| Dipnoi (les dipneustes) \| \| Tetrapodomorpha \| Tetrapoda (les tétrapodes) \| \| \| Tetrapoda (les tétrapodes) \| |
|                      | \| Dipnomorpha \| Dipnoi (les dipneustes) \| \| \| Dipnoi (les dipneustes) \| \| Tetrapodomorpha \| Tetrapoda (les tétrapodes) \| \| \| Tetrapoda (les tétrapodes) \| |
| Dipnomorpha          | Dipnoi (les dipneustes) |
|                      | Dipnoi (les dipneustes) |
| Tetrapodomorpha      | Tetrapoda (les tétrapodes) |
|                      | Tetrapoda (les tétrapodes) |

| Dipnomorpha     | Dipnoi (les dipneustes)    |
|                 | Dipnoi (les dipneustes)    |
| Tetrapodomorpha | Tetrapoda (les tétrapodes) |
|                 | Tetrapoda (les tétrapodes) |

| Actinistia           | Coelacanthi (les cœlacanthes) |
|                      | Coelacanthi (les cœlacanthes) |
| Dipnotetrapodomorpha | \| Dipnomorpha \| Dipnoi (les dipneustes) \| \| \| Dipnoi (les dipneustes) \| \| Tetrapodomorpha \| Tetrapoda (les tétrapodes) \| \| \| Tetrapoda (les tétrapodes) \| |
|                      | \| Dipnomorpha \| Dipnoi (les dipneustes) \| \| \| Dipnoi (les dipneustes) \| \| Tetrapodomorpha \| Tetrapoda (les tétrapodes) \| \| \| Tetrapoda (les tétrapodes) \| |
| Dipnomorpha          | Dipnoi (les dipneustes) |
|                      | Dipnoi (les dipneustes) |
| Tetrapodomorpha      | Tetrapoda (les tétrapodes) |
|                      | Tetrapoda (les tétrapodes) |

| Dipnomorpha     | Dipnoi (les dipneustes)    |
|                 | Dipnoi (les dipneustes)    |
| Tetrapodomorpha | Tetrapoda (les tétrapodes) |
|                 | Tetrapoda (les tétrapodes) |

| Actinistia           | Coelacanthi (les cœlacanthes) |
|                      | Coelacanthi (les cœlacanthes) |
| Dipnotetrapodomorpha | \| Dipnomorpha \| Dipnoi (les dipneustes) \| \| \| Dipnoi (les dipneustes) \| \| Tetrapodomorpha \| Tetrapoda (les tétrapodes) \| \| \| Tetrapoda (les tétrapodes) \| |
|                      | \| Dipnomorpha \| Dipnoi (les dipneustes) \| \| \| Dipnoi (les dipneustes) \| \| Tetrapodomorpha \| Tetrapoda (les tétrapodes) \| \| \| Tetrapoda (les tétrapodes) \| |
| Dipnomorpha          | Dipnoi (les dipneustes) |
|                      | Dipnoi (les dipneustes) |
| Tetrapodomorpha      | Tetrapoda (les tétrapodes) |
|                      | Tetrapoda (les tétrapodes) |

| Dipnomorpha     | Dipnoi (les dipneustes)    |
|                 | Dipnoi (les dipneustes)    |
| Tetrapodomorpha | Tetrapoda (les tétrapodes) |
|                 | Tetrapoda (les tétrapodes) |

| Actinistia           | Coelacanthi (les cœlacanthes) |
|                      | Coelacanthi (les cœlacanthes) |
| Dipnotetrapodomorpha | \| Dipnomorpha \| Dipnoi (les dipneustes) \| \| \| Dipnoi (les dipneustes) \| \| Tetrapodomorpha \| Tetrapoda (les tétrapodes) \| \| \| Tetrapoda (les tétrapodes) \| |
|                      | \| Dipnomorpha \| Dipnoi (les dipneustes) \| \| \| Dipnoi (les dipneustes) \| \| Tetrapodomorpha \| Tetrapoda (les tétrapodes) \| \| \| Tetrapoda (les tétrapodes) \| |
| Dipnomorpha          | Dipnoi (les dipneustes) |
|                      | Dipnoi (les dipneustes) |
| Tetrapodomorpha      | Tetrapoda (les tétrapodes) |
|                      | Tetrapoda (les tétrapodes) |

| Dipnomorpha     | Dipnoi (les dipneustes)    |
|                 | Dipnoi (les dipneustes)    |
| Tetrapodomorpha | Tetrapoda (les tétrapodes) |
|                 | Tetrapoda (les tétrapodes) |

| Actinistia           | Coelacanthi (les cœlacanthes) |
|                      | Coelacanthi (les cœlacanthes) |
| Dipnotetrapodomorpha | \| Dipnomorpha \| Dipnoi (les dipneustes) \| \| \| Dipnoi (les dipneustes) \| \| Tetrapodomorpha \| Tetrapoda (les tétrapodes) \| \| \| Tetrapoda (les tétrapodes) \| |
|                      | \| Dipnomorpha \| Dipnoi (les dipneustes) \| \| \| Dipnoi (les dipneustes) \| \| Tetrapodomorpha \| Tetrapoda (les tétrapodes) \| \| \| Tetrapoda (les tétrapodes) \| |
| Dipnomorpha          | Dipnoi (les dipneustes) |
|                      | Dipnoi (les dipneustes) |
| Tetrapodomorpha      | Tetrapoda (les tétrapodes) |
|                      | Tetrapoda (les tétrapodes) |

| Dipnomorpha     | Dipnoi (les dipneustes)    |
|                 | Dipnoi (les dipneustes)    |
| Tetrapodomorpha | Tetrapoda (les tétrapodes) |
|                 | Tetrapoda (les tétrapodes) |

| Actinistia           | Coelacanthi (les cœlacanthes) |
|                      | Coelacanthi (les cœlacanthes) |
| Dipnotetrapodomorpha | \| Dipnomorpha \| Dipnoi (les dipneustes) \| \| \| Dipnoi (les dipneustes) \| \| Tetrapodomorpha \| Tetrapoda (les tétrapodes) \| \| \| Tetrapoda (les tétrapodes) \| |
|                      | \| Dipnomorpha \| Dipnoi (les dipneustes) \| \| \| Dipnoi (les dipneustes) \| \| Tetrapodomorpha \| Tetrapoda (les tétrapodes) \| \| \| Tetrapoda (les tétrapodes) \| |
| Dipnomorpha          | Dipnoi (les dipneustes) |
|                      | Dipnoi (les dipneustes) |
| Tetrapodomorpha      | Tetrapoda (les tétrapodes) |
|                      | Tetrapoda (les tétrapodes) |

| Dipnomorpha     | Dipnoi (les dipneustes)    |
|                 | Dipnoi (les dipneustes)    |
| Tetrapodomorpha | Tetrapoda (les tétrapodes) |
|                 | Tetrapoda (les tétrapodes) |

|  | Cephalaspidomorphi (les lamproies) |
|  |                                    |
|  | Myxiniformes (les myxines)         |
|  |                                    |

| Actinistia           | Coelacanthi (les cœlacanthes) |
|                      | Coelacanthi (les cœlacanthes) |
| Dipnotetrapodomorpha | \| Dipnomorpha \| Dipnoi (les dipneustes) \| \| \| Dipnoi (les dipneustes) \| \| Tetrapodomorpha \| Tetrapoda (les tétrapodes) \| \| \| Tetrapoda (les tétrapodes) \| |
|                      | \| Dipnomorpha \| Dipnoi (les dipneustes) \| \| \| Dipnoi (les dipneustes) \| \| Tetrapodomorpha \| Tetrapoda (les tétrapodes) \| \| \| Tetrapoda (les tétrapodes) \| |
| Dipnomorpha          | Dipnoi (les dipneustes) |
|                      | Dipnoi (les dipneustes) |
| Tetrapodomorpha      | Tetrapoda (les tétrapodes) |
|                      | Tetrapoda (les tétrapodes) |

| Dipnomorpha     | Dipnoi (les dipneustes)    |
|                 | Dipnoi (les dipneustes)    |
| Tetrapodomorpha | Tetrapoda (les tétrapodes) |
|                 | Tetrapoda (les tétrapodes) |

| Actinistia           | Coelacanthi (les cœlacanthes) |
|                      | Coelacanthi (les cœlacanthes) |
| Dipnotetrapodomorpha | \| Dipnomorpha \| Dipnoi (les dipneustes) \| \| \| Dipnoi (les dipneustes) \| \| Tetrapodomorpha \| Tetrapoda (les tétrapodes) \| \| \| Tetrapoda (les tétrapodes) \| |
|                      | \| Dipnomorpha \| Dipnoi (les dipneustes) \| \| \| Dipnoi (les dipneustes) \| \| Tetrapodomorpha \| Tetrapoda (les tétrapodes) \| \| \| Tetrapoda (les tétrapodes) \| |
| Dipnomorpha          | Dipnoi (les dipneustes) |
|                      | Dipnoi (les dipneustes) |
| Tetrapodomorpha      | Tetrapoda (les tétrapodes) |
|                      | Tetrapoda (les tétrapodes) |

| Dipnomorpha     | Dipnoi (les dipneustes)    |
|                 | Dipnoi (les dipneustes)    |
| Tetrapodomorpha | Tetrapoda (les tétrapodes) |
|                 | Tetrapoda (les tétrapodes) |

| Actinistia           | Coelacanthi (les cœlacanthes) |
|                      | Coelacanthi (les cœlacanthes) |
| Dipnotetrapodomorpha | \| Dipnomorpha \| Dipnoi (les dipneustes) \| \| \| Dipnoi (les dipneustes) \| \| Tetrapodomorpha \| Tetrapoda (les tétrapodes) \| \| \| Tetrapoda (les tétrapodes) \| |
|                      | \| Dipnomorpha \| Dipnoi (les dipneustes) \| \| \| Dipnoi (les dipneustes) \| \| Tetrapodomorpha \| Tetrapoda (les tétrapodes) \| \| \| Tetrapoda (les tétrapodes) \| |
| Dipnomorpha          | Dipnoi (les dipneustes) |
|                      | Dipnoi (les dipneustes) |
| Tetrapodomorpha      | Tetrapoda (les tétrapodes) |
|                      | Tetrapoda (les tétrapodes) |

| Dipnomorpha     | Dipnoi (les dipneustes)    |
|                 | Dipnoi (les dipneustes)    |
| Tetrapodomorpha | Tetrapoda (les tétrapodes) |
|                 | Tetrapoda (les tétrapodes) |

| Actinistia           | Coelacanthi (les cœlacanthes) |
|                      | Coelacanthi (les cœlacanthes) |
| Dipnotetrapodomorpha | \| Dipnomorpha \| Dipnoi (les dipneustes) \| \| \| Dipnoi (les dipneustes) \| \| Tetrapodomorpha \| Tetrapoda (les tétrapodes) \| \| \| Tetrapoda (les tétrapodes) \| |
|                      | \| Dipnomorpha \| Dipnoi (les dipneustes) \| \| \| Dipnoi (les dipneustes) \| \| Tetrapodomorpha \| Tetrapoda (les tétrapodes) \| \| \| Tetrapoda (les tétrapodes) \| |
| Dipnomorpha          | Dipnoi (les dipneustes) |
|                      | Dipnoi (les dipneustes) |
| Tetrapodomorpha      | Tetrapoda (les tétrapodes) |
|                      | Tetrapoda (les tétrapodes) |

| Dipnomorpha     | Dipnoi (les dipneustes)    |
|                 | Dipnoi (les dipneustes)    |
| Tetrapodomorpha | Tetrapoda (les tétrapodes) |
|                 | Tetrapoda (les tétrapodes) |

| Actinistia           | Coelacanthi (les cœlacanthes) |
|                      | Coelacanthi (les cœlacanthes) |
| Dipnotetrapodomorpha | \| Dipnomorpha \| Dipnoi (les dipneustes) \| \| \| Dipnoi (les dipneustes) \| \| Tetrapodomorpha \| Tetrapoda (les tétrapodes) \| \| \| Tetrapoda (les tétrapodes) \| |
|                      | \| Dipnomorpha \| Dipnoi (les dipneustes) \| \| \| Dipnoi (les dipneustes) \| \| Tetrapodomorpha \| Tetrapoda (les tétrapodes) \| \| \| Tetrapoda (les tétrapodes) \| |
| Dipnomorpha          | Dipnoi (les dipneustes) |
|                      | Dipnoi (les dipneustes) |
| Tetrapodomorpha      | Tetrapoda (les tétrapodes) |
|                      | Tetrapoda (les tétrapodes) |

| Dipnomorpha     | Dipnoi (les dipneustes)    |
|                 | Dipnoi (les dipneustes)    |
| Tetrapodomorpha | Tetrapoda (les tétrapodes) |
|                 | Tetrapoda (les tétrapodes) |

| Actinistia           | Coelacanthi (les cœlacanthes) |
|                      | Coelacanthi (les cœlacanthes) |
| Dipnotetrapodomorpha | \| Dipnomorpha \| Dipnoi (les dipneustes) \| \| \| Dipnoi (les dipneustes) \| \| Tetrapodomorpha \| Tetrapoda (les tétrapodes) \| \| \| Tetrapoda (les tétrapodes) \| |
|                      | \| Dipnomorpha \| Dipnoi (les dipneustes) \| \| \| Dipnoi (les dipneustes) \| \| Tetrapodomorpha \| Tetrapoda (les tétrapodes) \| \| \| Tetrapoda (les tétrapodes) \| |
| Dipnomorpha          | Dipnoi (les dipneustes) |
|                      | Dipnoi (les dipneustes) |
| Tetrapodomorpha      | Tetrapoda (les tétrapodes) |
|                      | Tetrapoda (les tétrapodes) |

| Dipnomorpha     | Dipnoi (les dipneustes)    |
|                 | Dipnoi (les dipneustes)    |
| Tetrapodomorpha | Tetrapoda (les tétrapodes) |
|                 | Tetrapoda (les tétrapodes) |

| Actinistia           | Coelacanthi (les cœlacanthes) |
|                      | Coelacanthi (les cœlacanthes) |
| Dipnotetrapodomorpha | \| Dipnomorpha \| Dipnoi (les dipneustes) \| \| \| Dipnoi (les dipneustes) \| \| Tetrapodomorpha \| Tetrapoda (les tétrapodes) \| \| \| Tetrapoda (les tétrapodes) \| |
|                      | \| Dipnomorpha \| Dipnoi (les dipneustes) \| \| \| Dipnoi (les dipneustes) \| \| Tetrapodomorpha \| Tetrapoda (les tétrapodes) \| \| \| Tetrapoda (les tétrapodes) \| |
| Dipnomorpha          | Dipnoi (les dipneustes) |
|                      | Dipnoi (les dipneustes) |
| Tetrapodomorpha      | Tetrapoda (les tétrapodes) |
|                      | Tetrapoda (les tétrapodes) |

| Dipnomorpha     | Dipnoi (les dipneustes)    |
|                 | Dipnoi (les dipneustes)    |
| Tetrapodomorpha | Tetrapoda (les tétrapodes) |
|                 | Tetrapoda (les tétrapodes) |

| Actinistia           | Coelacanthi (les cœlacanthes) |
|                      | Coelacanthi (les cœlacanthes) |
| Dipnotetrapodomorpha | \| Dipnomorpha \| Dipnoi (les dipneustes) \| \| \| Dipnoi (les dipneustes) \| \| Tetrapodomorpha \| Tetrapoda (les tétrapodes) \| \| \| Tetrapoda (les tétrapodes) \| |
|                      | \| Dipnomorpha \| Dipnoi (les dipneustes) \| \| \| Dipnoi (les dipneustes) \| \| Tetrapodomorpha \| Tetrapoda (les tétrapodes) \| \| \| Tetrapoda (les tétrapodes) \| |
| Dipnomorpha          | Dipnoi (les dipneustes) |
|                      | Dipnoi (les dipneustes) |
| Tetrapodomorpha      | Tetrapoda (les tétrapodes) |
|                      | Tetrapoda (les tétrapodes) |

| Dipnomorpha     | Dipnoi (les dipneustes)    |
|                 | Dipnoi (les dipneustes)    |
| Tetrapodomorpha | Tetrapoda (les tétrapodes) |
|                 | Tetrapoda (les tétrapodes) |

| Actinistia           | Coelacanthi (les cœlacanthes) |
|                      | Coelacanthi (les cœlacanthes) |
| Dipnotetrapodomorpha | \| Dipnomorpha \| Dipnoi (les dipneustes) \| \| \| Dipnoi (les dipneustes) \| \| Tetrapodomorpha \| Tetrapoda (les tétrapodes) \| \| \| Tetrapoda (les tétrapodes) \| |
|                      | \| Dipnomorpha \| Dipnoi (les dipneustes) \| \| \| Dipnoi (les dipneustes) \| \| Tetrapodomorpha \| Tetrapoda (les tétrapodes) \| \| \| Tetrapoda (les tétrapodes) \| |
| Dipnomorpha          | Dipnoi (les dipneustes) |
|                      | Dipnoi (les dipneustes) |
| Tetrapodomorpha      | Tetrapoda (les tétrapodes) |
|                      | Tetrapoda (les tétrapodes) |

| Dipnomorpha     | Dipnoi (les dipneustes)    |
|                 | Dipnoi (les dipneustes)    |
| Tetrapodomorpha | Tetrapoda (les tétrapodes) |
|                 | Tetrapoda (les tétrapodes) |

| Actinistia           | Coelacanthi (les cœlacanthes) |
|                      | Coelacanthi (les cœlacanthes) |
| Dipnotetrapodomorpha | \| Dipnomorpha \| Dipnoi (les dipneustes) \| \| \| Dipnoi (les dipneustes) \| \| Tetrapodomorpha \| Tetrapoda (les tétrapodes) \| \| \| Tetrapoda (les tétrapodes) \| |
|                      | \| Dipnomorpha \| Dipnoi (les dipneustes) \| \| \| Dipnoi (les dipneustes) \| \| Tetrapodomorpha \| Tetrapoda (les tétrapodes) \| \| \| Tetrapoda (les tétrapodes) \| |
| Dipnomorpha          | Dipnoi (les dipneustes) |
|                      | Dipnoi (les dipneustes) |
| Tetrapodomorpha      | Tetrapoda (les tétrapodes) |
|                      | Tetrapoda (les tétrapodes) |

| Dipnomorpha     | Dipnoi (les dipneustes)    |
|                 | Dipnoi (les dipneustes)    |
| Tetrapodomorpha | Tetrapoda (les tétrapodes) |
|                 | Tetrapoda (les tétrapodes) |

| Actinistia           | Coelacanthi (les cœlacanthes) |
|                      | Coelacanthi (les cœlacanthes) |
| Dipnotetrapodomorpha | \| Dipnomorpha \| Dipnoi (les dipneustes) \| \| \| Dipnoi (les dipneustes) \| \| Tetrapodomorpha \| Tetrapoda (les tétrapodes) \| \| \| Tetrapoda (les tétrapodes) \| |
|                      | \| Dipnomorpha \| Dipnoi (les dipneustes) \| \| \| Dipnoi (les dipneustes) \| \| Tetrapodomorpha \| Tetrapoda (les tétrapodes) \| \| \| Tetrapoda (les tétrapodes) \| |
| Dipnomorpha          | Dipnoi (les dipneustes) |
|                      | Dipnoi (les dipneustes) |
| Tetrapodomorpha      | Tetrapoda (les tétrapodes) |
|                      | Tetrapoda (les tétrapodes) |

| Dipnomorpha     | Dipnoi (les dipneustes)    |
|                 | Dipnoi (les dipneustes)    |
| Tetrapodomorpha | Tetrapoda (les tétrapodes) |
|                 | Tetrapoda (les tétrapodes) |

| Actinistia           | Coelacanthi (les cœlacanthes) |
|                      | Coelacanthi (les cœlacanthes) |
| Dipnotetrapodomorpha | \| Dipnomorpha \| Dipnoi (les dipneustes) \| \| \| Dipnoi (les dipneustes) \| \| Tetrapodomorpha \| Tetrapoda (les tétrapodes) \| \| \| Tetrapoda (les tétrapodes) \| |
|                      | \| Dipnomorpha \| Dipnoi (les dipneustes) \| \| \| Dipnoi (les dipneustes) \| \| Tetrapodomorpha \| Tetrapoda (les tétrapodes) \| \| \| Tetrapoda (les tétrapodes) \| |
| Dipnomorpha          | Dipnoi (les dipneustes) |
|                      | Dipnoi (les dipneustes) |
| Tetrapodomorpha      | Tetrapoda (les tétrapodes) |
|                      | Tetrapoda (les tétrapodes) |

| Dipnomorpha     | Dipnoi (les dipneustes)    |
|                 | Dipnoi (les dipneustes)    |
| Tetrapodomorpha | Tetrapoda (les tétrapodes) |
|                 | Tetrapoda (les tétrapodes) |

| Actinistia           | Coelacanthi (les cœlacanthes) |
|                      | Coelacanthi (les cœlacanthes) |
| Dipnotetrapodomorpha | \| Dipnomorpha \| Dipnoi (les dipneustes) \| \| \| Dipnoi (les dipneustes) \| \| Tetrapodomorpha \| Tetrapoda (les tétrapodes) \| \| \| Tetrapoda (les tétrapodes) \| |
|                      | \| Dipnomorpha \| Dipnoi (les dipneustes) \| \| \| Dipnoi (les dipneustes) \| \| Tetrapodomorpha \| Tetrapoda (les tétrapodes) \| \| \| Tetrapoda (les tétrapodes) \| |
| Dipnomorpha          | Dipnoi (les dipneustes) |
|                      | Dipnoi (les dipneustes) |
| Tetrapodomorpha      | Tetrapoda (les tétrapodes) |
|                      | Tetrapoda (les tétrapodes) |

| Dipnomorpha     | Dipnoi (les dipneustes)    |
|                 | Dipnoi (les dipneustes)    |
| Tetrapodomorpha | Tetrapoda (les tétrapodes) |
|                 | Tetrapoda (les tétrapodes) |

| Actinistia           | Coelacanthi (les cœlacanthes) |
|                      | Coelacanthi (les cœlacanthes) |
| Dipnotetrapodomorpha | \| Dipnomorpha \| Dipnoi (les dipneustes) \| \| \| Dipnoi (les dipneustes) \| \| Tetrapodomorpha \| Tetrapoda (les tétrapodes) \| \| \| Tetrapoda (les tétrapodes) \| |
|                      | \| Dipnomorpha \| Dipnoi (les dipneustes) \| \| \| Dipnoi (les dipneustes) \| \| Tetrapodomorpha \| Tetrapoda (les tétrapodes) \| \| \| Tetrapoda (les tétrapodes) \| |
| Dipnomorpha          | Dipnoi (les dipneustes) |
|                      | Dipnoi (les dipneustes) |
| Tetrapodomorpha      | Tetrapoda (les tétrapodes) |
|                      | Tetrapoda (les tétrapodes) |

| Dipnomorpha     | Dipnoi (les dipneustes)    |
|                 | Dipnoi (les dipneustes)    |
| Tetrapodomorpha | Tetrapoda (les tétrapodes) |
|                 | Tetrapoda (les tétrapodes) |

| Actinistia           | Coelacanthi (les cœlacanthes) |
|                      | Coelacanthi (les cœlacanthes) |
| Dipnotetrapodomorpha | \| Dipnomorpha \| Dipnoi (les dipneustes) \| \| \| Dipnoi (les dipneustes) \| \| Tetrapodomorpha \| Tetrapoda (les tétrapodes) \| \| \| Tetrapoda (les tétrapodes) \| |
|                      | \| Dipnomorpha \| Dipnoi (les dipneustes) \| \| \| Dipnoi (les dipneustes) \| \| Tetrapodomorpha \| Tetrapoda (les tétrapodes) \| \| \| Tetrapoda (les tétrapodes) \| |
| Dipnomorpha          | Dipnoi (les dipneustes) |
|                      | Dipnoi (les dipneustes) |
| Tetrapodomorpha      | Tetrapoda (les tétrapodes) |
|                      | Tetrapoda (les tétrapodes) |

| Dipnomorpha     | Dipnoi (les dipneustes)    |
|                 | Dipnoi (les dipneustes)    |
| Tetrapodomorpha | Tetrapoda (les tétrapodes) |
|                 | Tetrapoda (les tétrapodes) |

| Actinistia           | Coelacanthi (les cœlacanthes) |
|                      | Coelacanthi (les cœlacanthes) |
| Dipnotetrapodomorpha | \| Dipnomorpha \| Dipnoi (les dipneustes) \| \| \| Dipnoi (les dipneustes) \| \| Tetrapodomorpha \| Tetrapoda (les tétrapodes) \| \| \| Tetrapoda (les tétrapodes) \| |
|                      | \| Dipnomorpha \| Dipnoi (les dipneustes) \| \| \| Dipnoi (les dipneustes) \| \| Tetrapodomorpha \| Tetrapoda (les tétrapodes) \| \| \| Tetrapoda (les tétrapodes) \| |
| Dipnomorpha          | Dipnoi (les dipneustes) |
|                      | Dipnoi (les dipneustes) |
| Tetrapodomorpha      | Tetrapoda (les tétrapodes) |
|                      | Tetrapoda (les tétrapodes) |

| Dipnomorpha     | Dipnoi (les dipneustes)    |
|                 | Dipnoi (les dipneustes)    |
| Tetrapodomorpha | Tetrapoda (les tétrapodes) |
|                 | Tetrapoda (les tétrapodes) |